# NGC 479
NGC 479 (również PGC 4905 lub UGC 893) – galaktyka spiralna (Sbc), znajdująca się w gwiazdozbiorze Ryb. Odkrył ją Albert Marth 27 października 1864 roku.